# Liga I 2011-2012
La Liga I 2011-2012 è stata la 94ª edizione della massima serie del campionato di calcio rumeno, disputato tra il 22 luglio 2011 e il 21 maggio 2012 e concluso con la vittoria finale del CFR Cluj, al suo terzo titolo.
Capocannoniere del torneo fu Wesley con 27 reti.

## Stagione

### Novità
Al termine della Liga I 2010-2011 erano state retrocesse le ultime quattro classificate: Universitatea Craiova, Unirea Urziceni, Victoria Brănești e Sportul Studențesc (poi ripescato). Dalla Liga II erano state promosse al loro posto Ceahlăul, Petrolul Ploiești, Concordia Chiajna e Mioveni (subentrato al Bihor Oradea, a cui era stata negata la licenza per la Liga I).

### Esclusioni dal campionato
Il 30 maggio 2011 la Federazione calcistica della Romania negò la licenza per l'iscrizione a quattro squadre della Liga I 2010-2011, Timișoara, Gloria Bistrița, Universitatea Craiova e Victoria Brănești. Di queste, solo Timișoara e Gloria Bistrița avrebbero dovuto partecipare anche alla stagione 2011-2012. Una decisione definitiva del Comitato esecutivo della Federcalcio romena sulla questione, in particolare su quale campionato avrebbero giocato le due squadre, era prevista per il 2 giugno 2011, ma fu poi rinviata al 20 giugno. A causa della mancata concessione della licenza, il Timișoara fu escluso dalla UEFA Champions League 2011-2012.
Il 6 giugno 2011, la Federcalcio romena annunciò che il Bihor Oradea, secondo classificato nella Seria II della Liga II 2010-2011, e quindi promosso in Liga I, non possedeva i requisiti per la licenza.
L'11 giugno 2011, un comunicato della Federcalcio romena dichiarò che il Comitato Esecutivo non aveva il potere di modificare le decisioni della Commissione licenze. In ogni caso, il 20 giugno, il Comitato Esecutivo della Federcalcio decise che, per i tre anni seguenti, non si sarebbe tenuto conto delle licenze per le promozioni in Liga I. Perciò Timișoara, Gloria Bistrița e Bihor Oradea avrebbero potuto partecipare alla Liga I 2011-2012. La decisione fu ribaltata lo stesso giorno, dopo un intervento del presidente della Federcalcio romena Mircea Sandu. L'unica possibilità per le tre squadre di essere ammesse alla Liga I sarebbe stata una sentenza favorevole del Tribunale Arbitrale dello Sport, in caso di appello.
Il 22 giugno 2011, la Federazione calcistica della Romania annunciò che lo Sportul Studențesc sarebbe stato ripescato in Liga I e che il Mioveni sarebbe stato promosso al posto del Bihor Oradea. Inoltre, l'ultimo posto in Liga I sarebbe stato assegnato con uno spareggio tra il Săgeata Năvodari e il Voința Sibiu. Il Voința Sibiu conquistò la promozione, pareggiando 0-0 in trasferta e vincendo per 2-0 in casa.
Il 18 luglio, il TAS rigettò gli appelli di Timișoara, Gloria Bistrița e Bihor Oradea contro le decisioni della Federazione romena e dell'UEFA.

### Formula
La squadra campione si è qualificata per il terzo turno di qualificazione della UEFA Champions League 2012-2013.
La seconda e la terza classificata si sono qualificate rispettivamente per il terzo e il secondo turno di qualificazione della UEFA Europa League 2012-2013.
Le ultime quattro classificate sono retrocesse direttamente in Liga II.

## Squadre partecipanti
| Club               | Città        | Stadio                          | Posizione 2010-2011       |
| ------------------ | ------------ | ------------------------------- | ------------------------- |
| Astra Ploiești     | Ploiești     | Stadio Astra                    | 11º posto                 |
| Brașov             | Brașov       | Stadio Silviu Ploeșteanu        | 12º posto                 |
| Ceahlăul           | Piatra Neamț | Stadio Ceahlăul                 | 1° in Seria I di Liga II  |
| CFR Cluj           | Cluj-Napoca  | Stadio Dr. Constantin Rădulescu | 10º posto                 |
| Concordia Chiajna  | Chiajna      | Stadio Concordia                | 2° in Seria I di Liga II  |
| Dinamo Bucarest    | Bucarest     | Stadio Dinamo                   | 6º posto                  |
| Gaz Metan Mediaș   | Mediaș       | Stadio Gaz Metan                | 7º posto                  |
| Mioveni            | Mioveni      | Stadio Dacia                    | 3° in Seria II di Liga II |
| Oțelul Galați      | Galați       | Stadio Oțelul                   | Campione di Romania       |
| Pandurii           | Târgu Jiu    | Stadio Municipal                | 13º posto                 |
| Petrolul Ploiești  | Ploiești     | Stadio Ilie Oană                | 1° in Seria II di Liga II |
| Rapid Bucarest     | Bucarest     | Stadio Giulești                 | 4º posto                  |
| Sportul Studențesc | Bucarest     | Stadio Regie                    | 18º posto                 |
| Steaua Bucarest    | Bucarest     | Stadio Ghencea                  | 5º posto                  |
| Târgu Mureș        | Târgu Mureș  | Stadio Trans-Sil                | 9º posto                  |
| U Cluj             | Cluj-Napoca  | Stadio Gaz Metan                | 8º posto                  |
| Vaslui             | Vaslui       | Stadio Municipal                | 3º posto                  |
| Voința Sibiu       | Sibiu        | Stadio Municipal                | 4° in Seria II di Liga II |

## Classifica
|  | Pos. | Squadra            | Pt | G  | V  | N  | P  | GF | GS | DR  |
|  | ---- | ------------------ | -- | -- | -- | -- | -- | -- | -- | --- |
|  | 1.   | CFR Cluj           | 71 | 34 | 21 | 8  | 5  | 63 | 31 | +32 |
|  | 2.   | Vaslui             | 70 | 34 | 22 | 4  | 8  | 58 | 29 | +29 |
|  | 3.   | Steaua Bucarest    | 66 | 34 | 19 | 9  | 6  | 47 | 26 | +21 |
|  | 4.   | Rapid Bucarest     | 64 | 34 | 18 | 10 | 6  | 54 | 29 | +25 |
|  | 5.   | Dinamo Bucarest    | 62 | 34 | 18 | 8  | 8  | 57 | 32 | +25 |
|  | 6.   | Oțelul Galați      | 52 | 34 | 15 | 7  | 12 | 34 | 29 | +5  |
|  | 7.   | U Cluj             | 47 | 34 | 11 | 14 | 9  | 46 | 37 | +9  |
|  | 8.   | Pandurii           | 47 | 34 | 12 | 11 | 11 | 47 | 40 | +7  |
|  | 9.   | Brașov             | 45 | 34 | 13 | 6  | 15 | 39 | 34 | +5  |
|  | 10.  | Concordia Chiajna  | 45 | 34 | 13 | 6  | 15 | 42 | 52 | -10 |
|  | 11.  | Ceahlăul           | 42 | 34 | 11 | 9  | 14 | 36 | 46 | -10 |
|  | 12.  | Astra Ploiești     | 41 | 34 | 11 | 8  | 15 | 36 | 43 | -7  |
|  | 13.  | Gaz Metan Mediaș   | 41 | 34 | 11 | 8  | 15 | 39 | 54 | -15 |
|  | 14.  | Petrolul Ploiești  | 39 | 34 | 10 | 9  | 15 | 42 | 45 | -3  |
|  | 15.  | Târgu Mureș        | 35 | 34 | 8  | 11 | 15 | 34 | 47 | -13 |
|  | 16.  | Voința Sibiu       | 32 | 34 | 8  | 8  | 18 | 24 | 45 | -21 |
|  | 17.  | Sportul Studențesc | 30 | 34 | 6  | 12 | 16 | 33 | 55 | -22 |
|  | 18.  | Mioveni            | 12 | 34 | 2  | 6  | 26 | 20 | 77 | -57 |

Legenda:

      Campione di Romania e ammessa alla UEFA Champions League 2012-2013

      Ammessa alla UEFA Champions League 2012-2013

      Ammesse alla UEFA Europa League 2012-2013

      Retrocesse in Liga II 2012-2013

## Risultati
|                    | Ast  | Bra  | Cea  | CFR  | Con  | Din  | Gaz  | Mio  | Oțe  | Pan  | Pet  | Rap  | Spo  | Ste  | Târ  | UCl  | Vas  | Voi  |
| ------------------ | ---- | ---- | ---- | ---- | ---- | ---- | ---- | ---- | ---- | ---- | ---- | ---- | ---- | ---- | ---- | ---- | ---- | ---- |
| Astra              | –––– | 1-4  | 0-0  | 0-1  | 0-2  | 0-0  | 2-0  | 3-1  | 3-1  | 2-0  | 1-1  | 0-1  | 2-2  | 2-1  | 0-2  | 0-0  | 1-0  | 0-1  |
| Brașov             | 2-0  | –––– | 1-1  | 1-2  | 2-3  | 2-0  | 2-1  | 4-0  | 0-2  | 2-1  | 1-0  | 1-0  | 1-0  | 1-2  | 2-1  | 1-1  | 1-2  | 3-0  |
| Ceahlăul           | 1-2  | 1-0  | –––– | 0-2  | 0-0  | 0-5  | 2-0  | 2-0  | 0-2  | 1-1  | 2-1  | 1-2  | 1-2  | 1-0  | 1-1  | 1-1  | 1-3  | 2-1  |
| CFR Cluj           | 2-0  | 1-0  | 2-1  | –––– | 2-4  | 2-3  | 0-2  | 3-0  | 2-0  | 2-0  | 1-1  | 0-5  | 6-1  | 1-1  | 1-0  | 3-1  | 2-0  | 2-1  |
| Concordia          | 0-1  | 2-1  | 2-0  | 0-4  | –––– | 1-3  | 0-0  | 3-1  | 1-0  | 3-1  | 0-2  | 1-0  | 1-2  | 0-2  | 4-1  | 0-0  | 0-3  | 2-0  |
| Dinamo             | 3-0  | 0-0  | 3-2  | 0-1  | 2-0  | –––– | 2-0  | 4-1  | 2-1  | 2-0  | 1-3  | 0-0  | 1-3  | 1-3  | 1-0  | 2-2  | 0-1  | 1-0  |
| Gaz Metan          | 0-0  | 1-1  | 3-1  | 1-1  | 1-0  | 0-5  | –––– | 1-1  | 1-0  | 3-2  | 0-1  | 2-2  | 3-1  | 3-0  | 2-1  | 2-5  | 1-1  | 3-0  |
| Mioveni            | 0-1  | 0-1  | 1-2  | 0-5  | 1-3  | 0-1  | 4-2  | –––– | 1-2  | 0-2  | 0-0  | 1-2  | 2-1  | 0-1  | 0-0  | 0-1  | 0-5  | 1-2  |
| Oțelul             | 1-1  | 1-0  | 0-0  | 0-4  | 0-0  | 1-1  | 1-0  | 0-0  | –––– | 2-1  | 1-0  | 2-0  | 1-0  | 1-2  | 0-0  | 2-0  | 1-2  | 3-0  |
| Pandurii           | 1-2  | 2-1  | 1-1  | 2-0  | 5-2  | 2-2  | 1-0  | 5-1  | 0-1  | –––– | 1-0  | 3-0  | 1-1  | 1-1  | 2-0  | 1-0  | 1-2  | 0-0  |
| Petrolul           | 3-1  | 2-0  | 0-1  | 1-1  | 3-4  | 1-5  | 4-0  | 3-1  | 2-1  | 0-0  | –––– | 0-1  | 0-3  | 0-3  | 0-1  | 2-2  | 1-2  | 4-1  |
| Rapid              | 3-2  | 1-1  | 1-2  | 1-1  | 2-0  | 0-0  | 5-3  | 4-0  | 1-0  | 2-2  | 2-0  | –––– | 2-0  | 1-1  | 1-1  | 1-1  | 3-0  | 3-0  |
| Sportul Studențesc | 0-4  | 2-1  | 1-1  | 1-1  | 2-2  | 0-2  | 1-2  | 0-0  | 0-2  | 0-0  | 1-1  | 0-2  | –––– | 0-0  | 1-1  | 2-4  | 1-0  | 2-2  |
| Steaua             | 2-1  | 1-0  | 2-1  | 1-1  | 2-1  | 3-2  | 0-0  | 4-0  | 2-1  | 1-2  | 2-1  | 0-0  | 4-1  | –––– | 2-0  | 2-1  | 0-1  | 1-0  |
| Târgu Mureș        | 2-2  | 0-0  | 4-2  | 0-2  | 3-0  | 0-1  | 1-0  | 2-0  | 1-2  | 3-3  | 1-2  | 0-2  | 2-1  | 1-0  | –––– | 1-1  | 2-3  | 0-0  |
| U Cluj             | 3-1  | 1-0  | 1-0  | 2-3  | 1-1  | 0-0  | 3-0  | 2-2  | 1-1  | 0-1  | 3-2  | 2-0  | 1-1  | 0-1  | 3-1  | –––– | 0-1  | 3-1  |
| Vaslui             | 2-1  | 0-1  | 1-2  | 1-1  | 4-0  | 3-1  | 4-0  | 3-0  | 1-0  | 3-2  | 0-0  | 2-3  | 1-0  | 0-0  | 4-0  | 1-0  | –––– | 2-0  |
| Voința             | 1-0  | 2-1  | 1-2  | 0-1  | 1-0  | 0-2  | 0-1  | 3-1  | 0-1  | 0-0  | 1-1  | 0-1  | 1-0  | 1-1  | 1-1  | 0-0  | 3-0  | –––– |

## Classifica marcatori
| Gol |  |  | Giocatore          | Squadra           |
| --- |  |  | ------------------ | ----------------- |
| 27  |  |  | Wesley             | Vaslui            |
| 19  |  |  | Marius Niculae     | Dinamo Bucarest   |
| 13  |  |  | Ionel Dănciulescu  | Dinamo Bucarest   |
| 13  |  |  | Raul Rusescu       | Steaua Bucarest   |
| 12  |  |  | Ovidiu Herea       | Rapid Bucarest    |
| 12  |  |  | Pantelīs Kapetanos | CFR Cluj          |
| 12  |  |  | Hamza Younés       | Petrolul Ploiești |
| 11  |  |  | Daniel Oprița      | Petrolul Ploiești |
| 10  |  |  | Kehinde Fatai      | Astra Ploiești    |
| 10  |  |  | Bojan Golubović    | Ceahlăul          |
| 10  |  |  | Modou Sougou       | CFR Cluj          |
| 9   |  |  | Ciprian Deac       | Rapid Bucarest    |

## Verdetti
- Campione di Romania:  CFR Cluj
- In UEFA Champions League 2012-2013:  CFR Cluj,  Vaslui (al terzo turno di qualificazione)
- In UEFA Europa League 2012-2013:  Steaua Bucarest (al terzo turno di qualificazione),  Rapid Bucarest,  Dinamo Bucarest
- Retrocesse in Liga II:  Târgu Mureș,  Voința Sibiu,  Sportul Studențesc,  Mioveni